# يومو (مغني راب)
خوسيه ألبرتو توريس أبرو (من مواليد 17 يونيو 1980 في شيكاغو )، المعروف باسم يومو، هو مغني ريغيتون أمريكي من أصل بورتوريكو. نشأ في هيوماكاو، بورتوريكو. قبل أن يصبح فنانًا محترفًا، كان يعمل كعامل بارع في منتجع Palmas Del Mar Beach في بورتوريكو.